# Nace aquí (álbum)
Nace aquí es el nombre del octavo álbum de estudio del cantante puertorriqueño de salsa Gilberto Santa Rosa. Fue lanzado al mercado por Sony Music el 6 de agosto de 1993.

## Lista de canciones
Información obtenida de Allmusic.

| Nace aquí |                                 |                 |          |  |
| N.º       | Título                          | Escritor(es)    | Duración |  |
| 1.        | «Sin voluntad»                  | Omar Alfanno    | 5:02     |  |
| 2.        | «Incógnita»                     | Enrique Feliz   | 5:10     |  |
| 3.        | «Búscame»                       | Rigal Torres    | 4:50     |  |
| 4.        | «No hay nada más importante»    | Omar Alfanno    | 5:00     |  |
| 5.        | «Amor de umbral»                | Marisela Verena | 4:50     |  |
| 6.        | «Mal de amores»                 | Pedro Azael     | 4:53     |  |
| 7.        | «Tiene un amigo»                | Charlie Donato  | 5:07     |  |
| 8.        | «Que manera de quererte»        | Emilio Ríos     | 5:23     |  |
| 9.        | «Bendito tiempo»                | Pedro Azael     | 5:10     |  |
| 10.       | «Me volvieron a hablar de ella» | Omar Alfanno    | 5:45     |  |
| 11.       | «Imán "Ritmo Jala-Jala"»        | Carlos Olivia   | 4:49     |  |